# Chimarra panguna
Chimarra panguna là một loài Trichoptera trong họ Philopotamidae. Chúng phân bố ở miền Australasia.